# Râul Purcăreața
Râul Purcăreața este un curs de apă, afluent al râului Provița. 

## Hărți
- Harta județului Prahova